# Бек-офіс

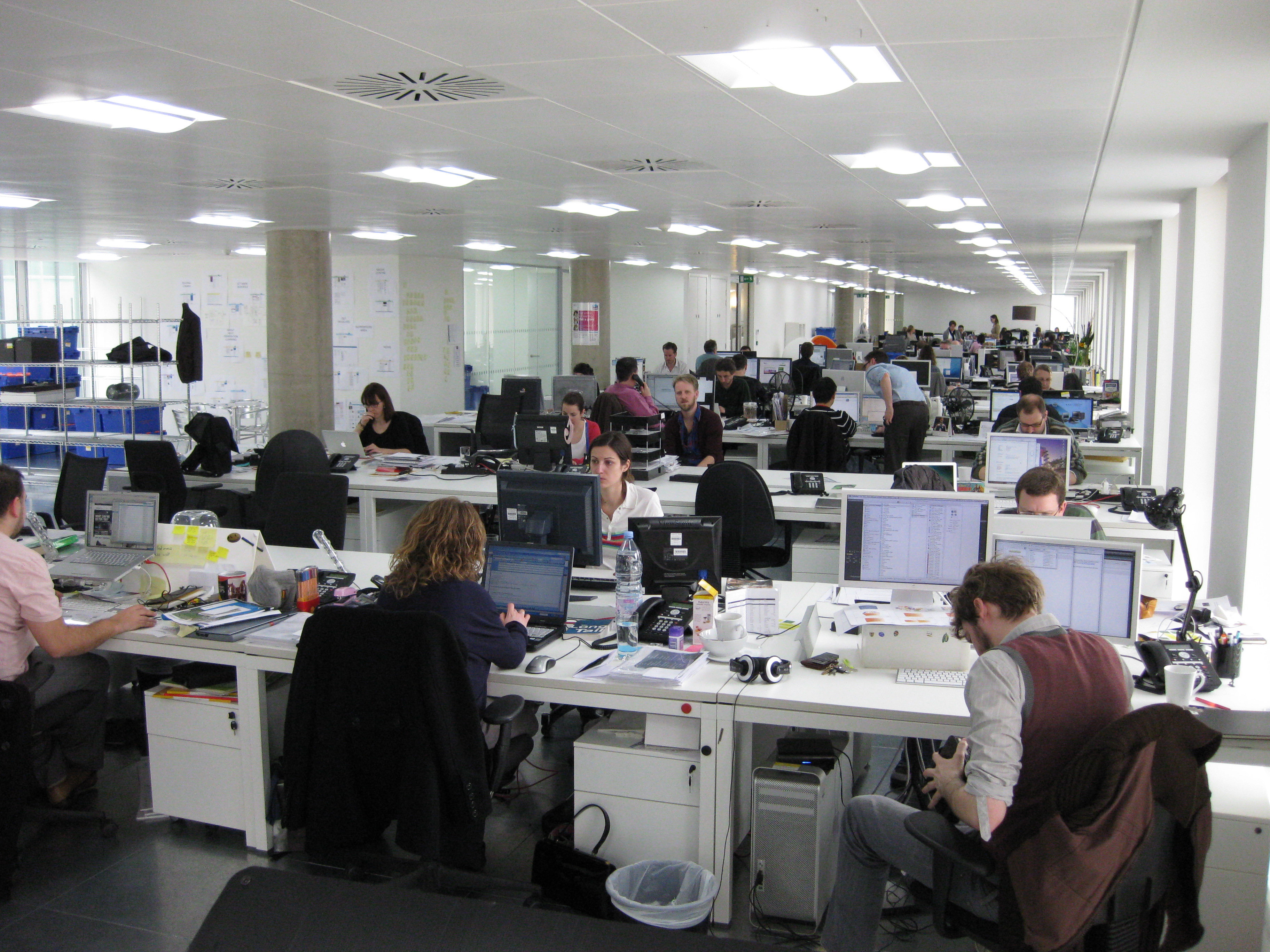
Бек-офіс компанії в Лондоні

Бек-офіс — операційно-обліковий підрозділ, який забезпечує роботу підрозділів, що беруть участь в управлінні активами та пасивами та здійснює діяльність щодо оформлення, обліку та реєстрації угод з цінними паперами, а також розрахунків з клієнтами і здійснює діяльність на фінансових ринках.
Завданням бек-офісу є документарне і електронне оформлення і супровід ринкових угод, що укладаються дилерами (трейдерами) фронт-офісу, а також аналітичних (внутрішніх) угод між підрозділами організації в рамках системи перерозподілу фінансових ресурсів.
Бек-офіс може розташовуватися на відстані від штаб-квартири компанії, там, де вартість оренди і робочої сили нижче. Більш того, функції бек-офісу можуть бути передані на аутсорсинг іншим компаніям.